# Gat Rimmon
Gat Rimmon (hebreiska: גת רמון) är en ort i Israel. Den ligger i Centrala distriktet, i den norra delen av landet. Gat Rimmon ligger 66 meter över havet och antalet invånare är 204.
Terrängen runt Gat Rimmon är platt. Runt Gat Rimmon är det mycket tätbefolkat, med 1 632 invånare per kvadratkilometer. Närmaste större samhälle är Tel Aviv, 9,6 km väster om Gat Rimmon. Trakten runt Gat Rimmon består till största delen av jordbruksmark.